# Pandanus echinodermops
Pandanus echinodermops är en enhjärtbladig växtart som beskrevs av Richard Eric Holttum och Harold St.John. Pandanus echinodermops ingår i släktet Pandanus och familjen Pandanaceae. Inga underarter finns listade.